# Mettersdorf (village disparu)
Pour les articles homonymes, voir Mettersdorf.
Mettersdorf est un ancien village du Sundgau situé au sud de l'actuel ban communal de Ballersdorf. À l'instar de ses voisins, Rossburn et Saint-Léger, il fut détruit à la fin du Moyen Âge.
Une chapelle dédiée à saint Martin, reconstruite au XVIIIe siècle sur l'emplacement d'un bâtiment plus ancien, marque l'emplacement de la localité.